# Ela (Album)
Ela ist ein Jazzalbum des Nico Weber Kwartett. Die am 23. Mai 2023 im Studio Flip Top Music entstandenen Aufnahmen erschienen 2023 auf Unit Records.

## Hintergrund
Der Trompeter Nico Weber nahm sein Debütalbum Ela in seinem Kwartett mit dem Pianisten Maxim Burtsev, dem Bassisten Jakob Jäger und dem Schlagzeuger Leo Ebert auf. Beim Titelsong und in „Why“ ist außerdem der Saxophonist Florian Trübsbach beteiligt.

## Titelliste
- Nico Weber Kwartett: Ela (Unit Records)[1]

1. Introducing 2:08
2. Anti Cipation 6:06
3. Ela (feat. Florian Trübsbach) 9:00
4. Transcending 0:44
5. Why (feat. Florian Trübsbach) 5:32
6. Boris on His Pentagonal Tricycle 6:32
7. Weimar 7:08
8. Different Shades of a Dawn pt. 1 3:41
9. Closing pt.2 3:43

Die Kompositionen stammen von Nico Weber.

## Rezeption
Wer eines seiner Stücke „Boris on His Pentagonal Tricycle“ nennt, habe zumindest Humor (und vermutlich ein Faible für krumme Rhythmen), schrieb Rolf Thomas in seiner Besprechung von Ela (Jazz thing). Der junge Trompeter Nico Weber habe Kompositionen geschrieben, die von seinem Kwartett eigensinnig umgesetzt würden. Schlagzeuger Leo Ebert lasse sich tief in die ungeraden Metren fallen, Bassist Jakob Jäger sei auch immer präsent und Maxim Burtsev bleibe mit seinen wuchtigen Akkorden und subtilen Soli am Klavier eine wichtige Stütze der Band. Ein Hauch von (Jazz-)Klassik würde durch das Stück „Weimar“ wehen, der ein Beleg dafür sei, dass das Nico Weber Kwartett auch einer Ballade, bei der man ja am besten wenig spielt, viel Platz gibt.
Stilistisch dem klassischen Hardbop verbunden, würden in der Musik des Nico Weber Kwartett musikalische Freiräume genutzt und Webers Ideen brillant umgesetzt, hieß es in der Jazzzeitung anlässlich der Vorstellung der Band. Genau wie bei Moritz Stahls Traumsequenz würden hier keine Standards bemüht, sondern ausschließlich Eigenkompositionen gespielt. Tiefgründig, ausdrucksstark und direkt würde auf höchstem Niveau musiziert.